# 1998 HH151
1998 HH151, também escrito como 1998 HH151, é um objeto transnetuniano (TNO) que está localizado no cinturão de Kuiper, uma região do Sistema Solar. Este corpo celeste é classificado como um plutino, pois, o mesmo está em uma ressonância orbital de 2:3 com o planeta Netuno. Ele possui uma magnitude absoluta (H) de 8,4 e, tem um diâmetro estimado com cerca de 92 km.

## Descoberta
1998 HH151 foi descoberto no dia 28 de abril de 1998 pelos astrônomos D. C. Jewitt, J. X. Luu, C. A. Trujillo e D. J. Tholen.

## Órbita
A órbita de 1998 HH151 tem uma excentricidade de 0.188 e possui um semieixo maior de 39.280 UA. O seu periélio leva o mesmo a uma distância de 31.906 UA em relação ao Sol e seu afélio a 46.654.